# جورج إم. ميريك
جورج إم. ميريك (بالإنجليزية: George M. Merrick)‏ هو منتج أفلام وكاتب سيناريو ومخرج أمريكي، ولد في 2 فبراير 1883 في بوفالو في الولايات المتحدة، وتوفي في 16 ديسمبر 1964 في لوس أنجلوس في الولايات المتحدة.

## وصلات خارجية
- جورج إم. ميريك على موقع IMDb (الإنجليزية)
- جورج إم. ميريك على موقع أول موفي (الإنجليزية)
- جورج إم. ميريك على موقع قاعدة بيانات الأفلام السويدية (السويدية)
- جورج إم. ميريك على موقع قاعدة بيانات الفيلم (الإنجليزية)
- جورج إم. ميريك على موقع كينوبويسك (الروسية)